# ناتالي رامزي
ناتالي رامزي (بالإنجليزية: Natalie Ramsey)‏ هي ممثلة أمريكية، ولدت في 10 أكتوبر 1975 بميلتون في الولايات المتحدة.

## وصلات خارجية
- ناتالي رامزي على موقع IMDb (الإنجليزية)
- ناتالي رامزي على موقع قاعدة بيانات الفيلم (الإنجليزية)